# Όrmοs Sougias - Vardia - Faraggi Lissou mechri Άnydrous kai Paraktia Zoni
Όrmοs Sougias - Vardia - Faraggi Lissou mechri Άnydrous kai Paraktia Zoni este o arie protejată (arie specială de conservare — SAC, sit de importanță comunitară — SCI) din Grecia întinsă pe o suprafață de 3.060,16 ha, integral pe uscat.

## Localizare
Centrul sitului Όrmοs Sougias - Vardia - Faraggi Lissou mechri Άnydrous kai Paraktia Zoni este situat la coordonatele 35°15′09″N 23°46′11″E / 35.252531°N 23.769801°E.

## Înființare
Situl Όrmοs Sougias - Vardia - Faraggi Lissou mechri Άnydrous kai Paraktia Zoni a fost declarat sit de importanță comunitară în aprilie 1997 pentru a proteja 1 specie de plante și 1 specie de animale. Situl a fost protejat și ca arie specială de conservare în martie 2011.

## Biodiversitate
Situată în ecoregiunile marină mediteraneană și mediteraneană, aria protejată conține 15 habitate naturale: Straturi cu Posidonia (Posidonion oceanicae), Recifuri, Faleze cu vegetație de Limonium spp. endemic de pe coastele mediteraneene, Salicornia și alte specii anuale care populează regiunile mlăștinoase și nisipoase, Râuri mediteraneene cu debit intermitent, cu specii de Paspalo-Agrostidion, Matorral arborescenți cu Juniperus spp., Sarcopoterium spinosum phryganas, Phrygana endemică cu Euphorbio-Verbascion, Pseudostepă cu ierburi și specii anuale de Thero-Brachypodietea, Pante stâncoase calcaroase cu vegetație casmofită, Peșteri marine scufundate complet sau parțial, Galerii și tufărișuri riverane sudice (Nerio-Tamaricetea și Securinegion tinctoriae), Păduri de Olea și Ceratonia, Păduri de Quercus ilex și Quercus rotundifolia, Păduri de pin mediteraneene cu pini mezogeni endemici.
La baza desemnării sitului se află mai multe specii protejate:
- plante (1): Origanum dictamnus
- reptile (1): elaphe situla (Zamenis situla)

Pe lângă speciile protejate, pe teritoriul sitului au mai fost identificate 19 specii de plante, 1 specie de amfibieni, 2 specii de mamifere, 1 specie de nevertebrate, 6 specii de reptile.